# Marcin Rola (burmistrz)
Marcin Rola (zm. 1513) – mieszczanin warszawski, rajca i burmistrz Starej Warszawy, wójt Nowej Warszawy.

## Życiorys
Był przypuszczalnie synem mieszczanina Stanisława (zm. przed 1465). Pracował jako siodlarz, prowadził także działalność bankierską, udzielając pożyczek mieszkańcom Starej i Nowej Warszawy. Utrzymywał kontakty z książętami mazowieckimi - Januszem II i Bolesławem V, był dostawcą sukna i wosku na ich dwór, a także użyczał pieniędzy. Zgromadził duży majątek, był m.in. właścicielem dochodowego młyna pod Warszawą. Od maja 1500 pełnił funkcję wójta Nowej Warszawy.
Wchodził również w skład samorządu Starej Warszawy. Rajcą został w 1485, burmistrzem po raz pierwszy trzy lata później. Przeciwstawił się w 1488 (wspólnie z radą miejską i starostą warszawskim) wjazdowi do miasta księcia czerskiego Konrada III; po objęciu przez tego panującego rządów w Warszawie samorząd miejski pozostawał w niełasce do 1494. Rola ponownie pełnił funkcję burmistrza w latach 1494–1497, 1498, 1500, 1507 i 1510. Ufundował altarię w kolegiacie warszawskiej (1479). Zmarł między 12 stycznia a 12 października 1513.
Był żonaty z Katarzyną, pochodzącą z Torunia. Miał syna Stanisława (zm. 1505), ławnika Starej Warszawy od 1500; synowie Stanisława, Franciszek i Tomasz, nosili godność wójtów Nowej Warszawy.